# Лангенселболд
Лангенселболд (њем. Langenselbold) град је у њемачкој савезној држави Хесен. Једно је од 28 општинских средишта округа Мајн-Кинциг. Према процјени из 2010. у граду је живјело 13.421 становника. Посједује регионалну шифру (AGS) 6435017.

## Географски и демографски подаци
Лангенселболд се налази у савезној држави Хесен у округу Мајн-Кинциг. Град се налази на надморској висини од 120 – 200 метара. Површина општине износи 26,3 km². У самом граду је, према процјени из 2010. године, живјело 13.421 становника. Просјечна густина становништва износи 511 становника/km².

## Међународна сарадња
| Мјесто     | Држава    | Врста сарадње | Од    |
| ---------- | --------- | ------------- | ----- |
| Симпелвелд | Холандија | партнерство   | 1968. |
| Дириамба   | Никарагва | партнерство   | 1990. |
|            | Француска | партнерство   | 1968. |
| Извор      |           |               |       |